# Coleophora nigricella
Coleophora nigricella é uma espécie de mariposa do gênero Coleophora pertencente à família Coleophoridae.